# Kościół Świętych Apostołów Piotra i Pawła w Brzegu
Kościół Świętych Apostołów Piotra i Pawła – zabytkowy dawny kościół franciszkański znajdujący się w Brzegu, w województwie opolskim. Kościół należy do parafii św. Mikołaja w Brzegu w dekanacie Brzeg południe, archidiecezji wrocławskiej.

## Historia i architektura
Jest to gotycka budowla z XIII wieku (pierwsza wzmianka z 1285), następnie rozbudowywana do 1338 roku. Kościół wielokrotnie ulegał mniejszym lub większym zniszczeniom, w roku 1494 obiekt został zajęty przez pożar. Po pożarze z XVI stulecia budowla została przekształcona. W 1527 roku po wprowadzeniu przez księcia Fryderyka II legnickiego w mieście luteranizmu i opuszczeniu jej przez franciszkanów, świątynia została przejęta przez miasto. W 1582 roku budynek przebudowano na arsenał.
Od końca XIX w. dawny kościół pełnił funkcję magazynową. W latach 30. XX wieku w budowli mieściła się remiza straży pożarnej. Od 1930 roku pełnił funkcję obiektu magazynowego sprzętu przeciwpożarowego, spółdzielni rolniczej oraz sklepu meblowego. W 1997 roku podczas powodzi tysiąclecia, runęła wieża i część murów. Zachowane różne detale z poszczególnych etapów egzystencji, m.in. we wnętrzu zachowało się sklepienie sieciowe w nawie głównej z około 1500 roku. 
Od 2001 roku (m.in. z inicjatywy Stowarzyszenia na rzecz Ratowania Kościoła Pofranciszkańskiego w Brzegu) prowadzone są prace nad odbudową świątyni. Od 2003 roku właścicielem budowli jest archidiecezja wrocławska, która przejęła obiekt od miasta za symboliczną złotówkę. Na początku 2013 roku archidiecezja otrzymała potwierdzenie rezerwacji środków z programów pomocowych ministra Kultury i Dziedzictwa Narodowego na kwotę 1 700 000 złotych. Otrzymana kwota będzie przeznaczona na odbudowę dwukalenicowego dachu nad nawą główną oraz boczną świątyni, rekonstrukcję pierwotnego wyglądu fasady zachodniej oraz przywrócenie drożności gotyckich okien.
Podczas prac archeologicznych w 2010 naukowcy odkryli kolejne coraz niższe warstwy podłogi, najstarszą z pierwszej połowy XIV w. Podłoga ta ułożona była z ceramicznych płytek 23×23 cm i grubości 4–5 cm, przesuniętych względem siebie o połowę długości. Nad nią znajdują się pozostałości drewnianej podłogi książęcego arsenału z końca XVI w. Podłoga z XIII w, z czasów gdy w obiekcie mieszkali i działali franciszkanie, jest położona o 1,5 metra niżej, niż obecna betonowa posadzka z XX w. Wokół kościoła odkryto pojedyncze pochówki zakonników.
W 2022 budynek wystawiono na sprzedaż.